# Parachaetophiloscia levantina
Parachaetophiloscia levantina es una especie de crustáceo isópodo terrestre cavernícola de la familia Philosciidae.

## Distribución geográfica
Son endémicos del este de la España peninsular.